# 中居正広のプロ野球魂
『中居正広のプロ野球魂』（なかいまさひろのプロやきゅうだましい）は、テレビ朝日系列で2009年から2023年まで放送されていた野球を専門としたスポーツバラエティ特別番組である。中居正広の冠番組。

## 概要
2009年12月27日に第1弾を放送。2013年まではプロ野球選手やOBをゲストに迎え、トーク主体の企画を行う内容であった。2014年から2018年までは、現役選手がドラフト形式で仮想チームをつくる企画「俺の侍ジャパン!」を放送。
2018年までは毎年12月末頃に定期特番として放送していたが、2019年は例年通りの12月放送が行われず、2020年以降は3月に放送されている。2021年以降は3月放送に加えて、7月にも放送が行われている（概ね、開幕直前とオールスターゲームの前に放送される）。

## 出演者

### MC
- 中居正広

### 進行
- 清水俊輔（テレビ朝日アナウンサー） - 2010年から担当。

### ゲスト
- 古田敦也  - 2021年から毎回出演。2011年・2013年にもゲスト出演。

### 野球好き芸能人
※不定期で出演。出演回数の多い者のみ記載。
- 出川哲朗
- 伊集院光
- 武井壮
- 浅尾美和
- 藤原丈一郎（なにわ男子）
- 牧野真莉愛（モーニング娘。）

ほか

## 放送日時
| 放送回 | 放送日         | 放送時間（JST） |
| ------ | -------------- | --------------- |
| 1      | 2009年12月28日 | 2:00 - 4:55     |
| 2      | 2010年12月29日 | 1:20 - 4:25     |
| 3      | 2011年12月30日 | 1:10 - 4:25     |
| 4      | 2012年12月25日 | 23:45 - 翌1:15  |
| 5      | 2013年12月24日 | 23:40 - 翌0:40  |
| 6      | 2014年12月31日 | 0:40 - 2:25     |
| 7      | 2015年12月30日 | 0:40 - 2:25     |
| 8      | 2016年12月28日 | 0:20 - 2:05     |
| 9      | 2017年12月27日 | 0:30 - 2:15     |
| 10     | 2018年12月26日 | 0:20 - 2:05     |
| 11     | 2020年3月20日  | 23:15 - 翌0:15  |
| 12     | 2021年3月27日  | 23:30 - 翌0:25  |
| 13     | 2021年7月10日  | 23:00 - 翌0:00  |
| 14     | 2022年3月25日  | 23:15 - 翌0:15  |
| 15     | 2022年7月23日  | 21:55 - 22:55   |
| 16     | 2023年7月8日   | 22:00 - 22:54   |